# Michael Lameraner

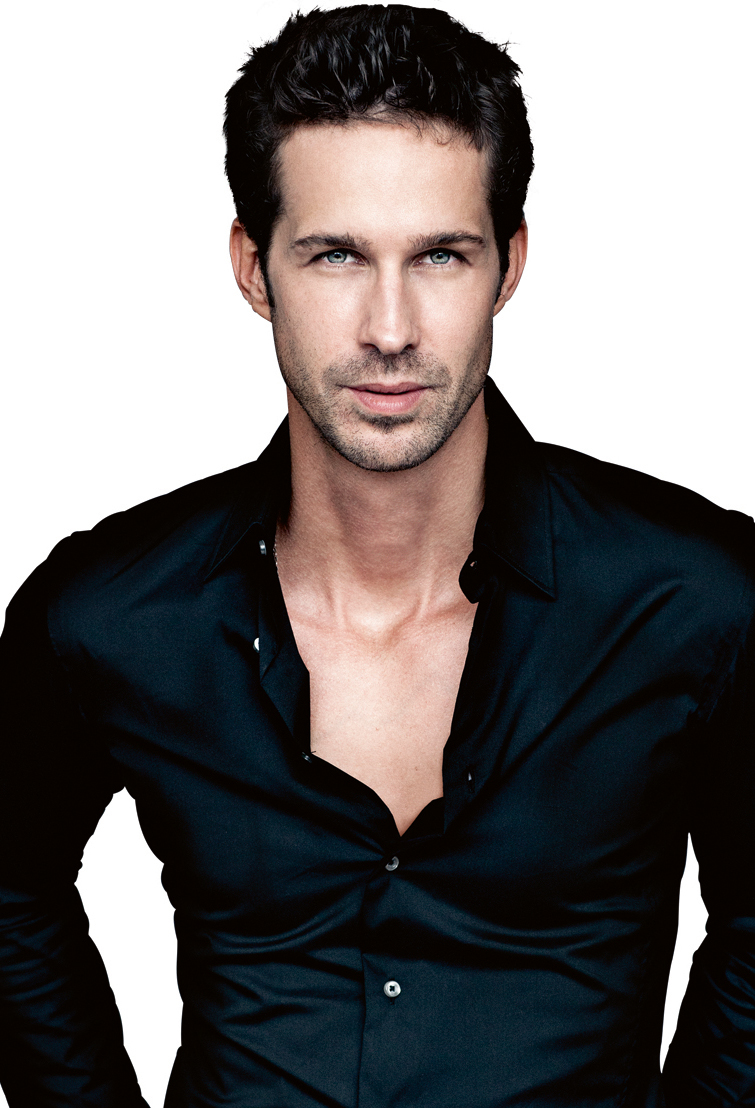
Michael Lameraner (2014)

Michael Lameraner (* 19. Februar 1977 in Amstetten) ist ein österreichischer Verleger, Magazinherausgeber und Unternehmer. Er war und ist Chefredakteur verschiedener Magazine wie Wohnen, Compliment, Style Up Your Life, Obegg und Diva Wohnen.

## Leben
Lameraner nahm 1997 ein Studium der Rechtswissenschaften an der Universität Wien auf und schrieb sich parallel an der Wirtschaftsuniversität Wien ein. Nach einem Volontariat arbeitete er von 1997 bis 2002 als Wirtschaftsredakteur beim österreichischen Kurier.
2002 wechselte er als stellvertretender Chefredakteur zum österreichischen Interior-Magazin H.O.M.E., eine Zeitschrift von Ahead Media.
2006 gründete Lameraner das Frauenmagazin Compliment. Das österreichische Lifestyle-Magazin wandte sich an die Zielgruppe Frauen über 45 Jahren und wurde nach dem Verkauf durch Lameraner an die Styria Multi Media AG & Co KG von der Wienerin GmbH herausgegeben. Außerdem entwickelte Lameraner das österreichische Interieur-Magazin Diva Wohnen, das ebenfalls zur Styria Multi Media AG & Co KG gehört.
2006 wurde Lameraner Chefredakteur des Magazins Wohnen; ein Jahr später leitete er zusätzlich die Zeitschriften Compliment und Diva Wohnen. In diesen Funktionen war Lameraner auch Mitglied der Geschäftsführung der Wienerin GmbH.
2009 verließ Lameraner die Styria Multi Media AG & Co KG und gründete mit dem Modejournalisten Adi Weiss die Weiss & Lameraner Media Group GmbH mit Sitz in Wien. Lameraner und Weiss brachten im Jahr der Agenturgründung das Magazin Style up your life! auf den Markt, das Lameraner crossmedial weiterentwickelte. Inzwischen gehört zu der Magazinfamilie eine digitale Plattform mit Shop.
2016 launchten die beiden Geschäftsführenden Gesellschafter das zweisprachige Lifestyle-Magazin Obegg - Best of Südsteiermark, eine Zeitschrift für Mode, Reisen und Kulinarik.
Privat ist Lameraner seit 1998 mit Weiss liiert.